# Иван Акинфович
Ива́н Аки́нфович (ум. после 1349) — боярин, воевода, второй сын Акинфа Гавриловича Великого.

## Биография
Впервые Иван упоминается в 1304 году. В этом году, согласно Симеоновской и Никоновской летописям после смерти великого князя Андрея Александровича Городецкого, он вместе с отцом, Акинфом Великим, перешёл на службу к тверскому князю Михаилу Ярославичу, который был утверждён в Орде новым великим князем Владимирским. В том же году Иван участвовал в походе, организованным его отцом Акинфом Великим, который, желал вернуть в подчинение великого князя Переяславское княжество, присоединённое к Московскому княжеству князем Даниилом Александровичем в 1302 году. Однако поход окончился неудачно. В Переяславле наместником сидел Иван, второй сын умершего в 1303 году Даниила Московского. Полки Акинфа осадили Переславль, однако в результате произошедшей битвы войско Акинфа потерпело поражение, а сам Акинф вместе с зятем Давыдом Давыдовичем погиб. Иван же со старшим братом Фёдором бежали с поля боя.
В 1339 году по приказу хана в Золотой Орде были казнены тверской князь Александр Михайлович с сыном Фёдором, что освободило служивших им бояр от присяги. После этого многие тверские бояре перебрались на службу великому князю Ивану Калите. В числе их были и Иван со старшим братом Фёдором и двоюродным братом Александром Ивановичем Морхининым. В 1349 году Иван был воеводой армии, посланной великим князем Симеоном Гордым на Великий Новгород. Он был одним из самых крупных бояр XIV века.
Больше Иван не упоминается. В списке убитых в Куликовской битве 1380 года упоминается Иван Акинфович, однако его нельзя идентифицировать с боярином Иваном Акинфовичем из хронологических соображений.

## Брак и дети
Имя жены Ивана не упоминается. Согласно родословным, сыновьями Ивана были:
- Андрей, боярин, родоначальник Свибловых (сын Фёдор Свибло), Бутурлиных (сын Ивана Бутурля), Хромых-Давыдовых и Фёдоровых (сын Иван Хромой), Челядниных (сын Михаил Челедня), Остеевых, Чоботовых, Чулковых, Жулебиных (сын Александр Остей) и Слизневых (сын Андрей Слизень).
- Владимир, родоначальник Замыцких и Застолбских
- Роман Каменский, боярин (?), родоначальник Каменских
- Михаил (ум. 1380), бездетен

## В искусстве
Иван Акинфович является одним из действующих лиц в романах Дмитрия Балашова «Бремя власти», «Симеон Гордый» и «Ветер времени» из цикла «Государи Московские».